# Rhionaeschna tinti
Rhionaeschna tinti är en trollsländeart som först beskrevs av Von Ellenrieder 2000.  Rhionaeschna tinti ingår i släktet Rhionaeschna och familjen mosaiktrollsländor. Inga underarter finns listade i Catalogue of Life.